# St Ignatius Mission

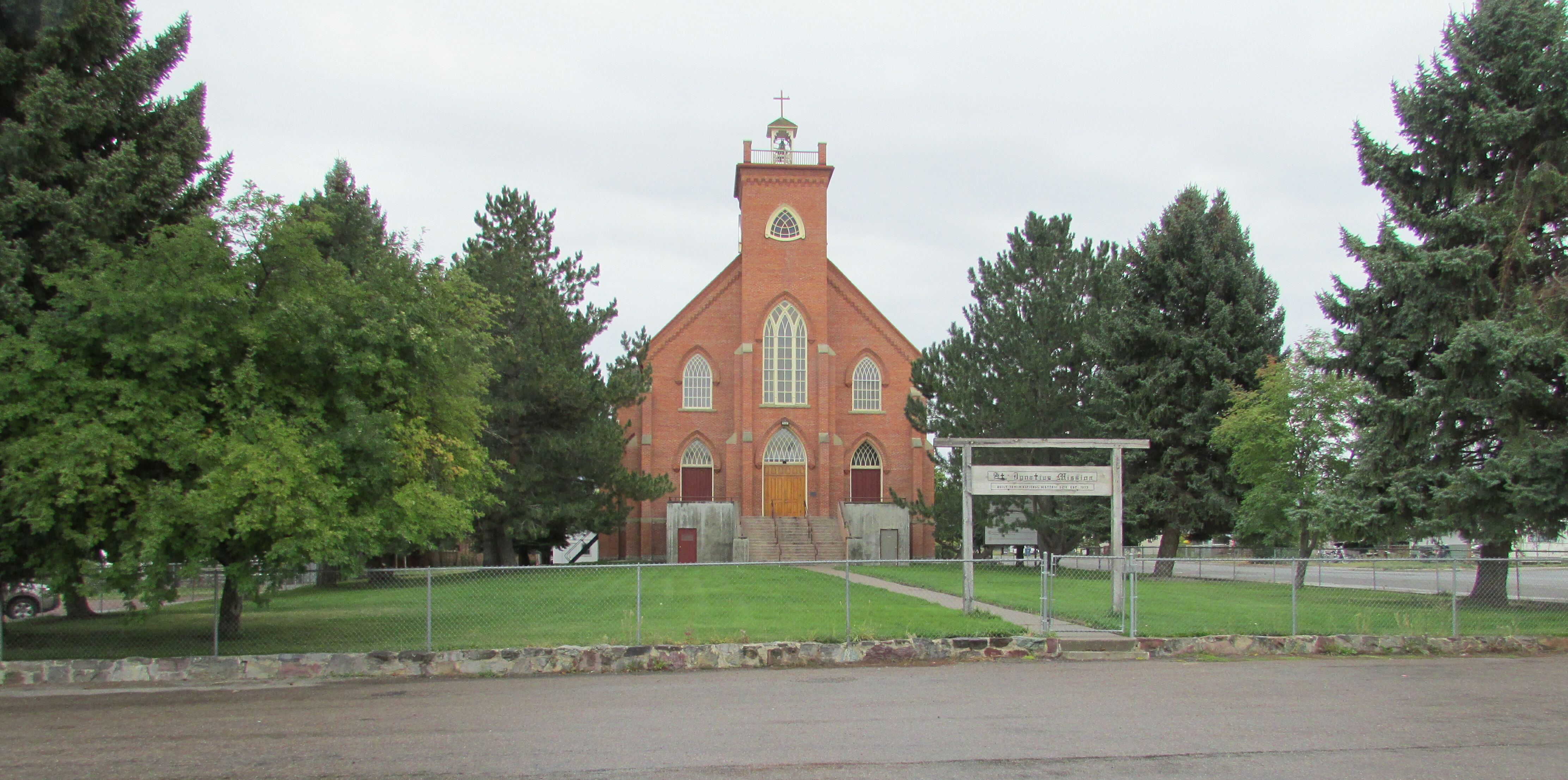
Westfassade der Missionskirche St Ignatius in der Flathead Indian Reservation, Montana (1891–93)

Die St Ignatius Mission befindet sich im Lake County im nordwestlichen Montana. Sie wurde 1854 von belgischen Jesuiten gegründet und gehört zur römisch-katholischen Diözese Helena. Die von 1891 bis 1893 errichtete heutige Missionskirche wurde am 19. Juni 1973 ins National Register of Historic Places aufgenommen.

## Geschichte
Die St Ignatius Mission in Montana wurde von den Jesuitenpatres Pierre-Jean De Smet und Adrian Hoecken im Jahre 1854 für die Stämme der Kootenai und Salish gegründet. Die Stelle für den Bau der ersten kleinen Kapelle wurde ihnen vom Salish-Häuptling No Horses (Tmłx̣ƛ̓cín) überlassen. Das originale Blockhaus der Gründerpatres steht noch heute nördlich der Missionskirche. Am 16. Juli 1855 riefen die Vereinigten Staaten im Vertrag von Hellgate die Flathead Indian Reservation ins Leben, zu der die Mission noch heute gehört. Diese Reservation war für die Salish des Bitterroot Valleys, einen Teil des Kootenai-Stamms und die Kalispel, von den französischen Pelzjägern Pend d’Oreille genannt, bestimmt. 1864 kamen katholische Ordensschwestern von der Göttlichen Vorsehung aus Montreal hinzu und erbauten ein Schulgebäude, das eines der ersten in Montana war. Auch dieses Originalgebäude, das später als kleines Hospital diente, befindet sich heute noch am Ort der Mission. Die ebenfalls 1864 erbaute hölzerne Missionskirche existiert dagegen nicht mehr. Sie wurde 1891 bis 1893 durch das heutige Steingebäude ersetzt.

## Missionskirche

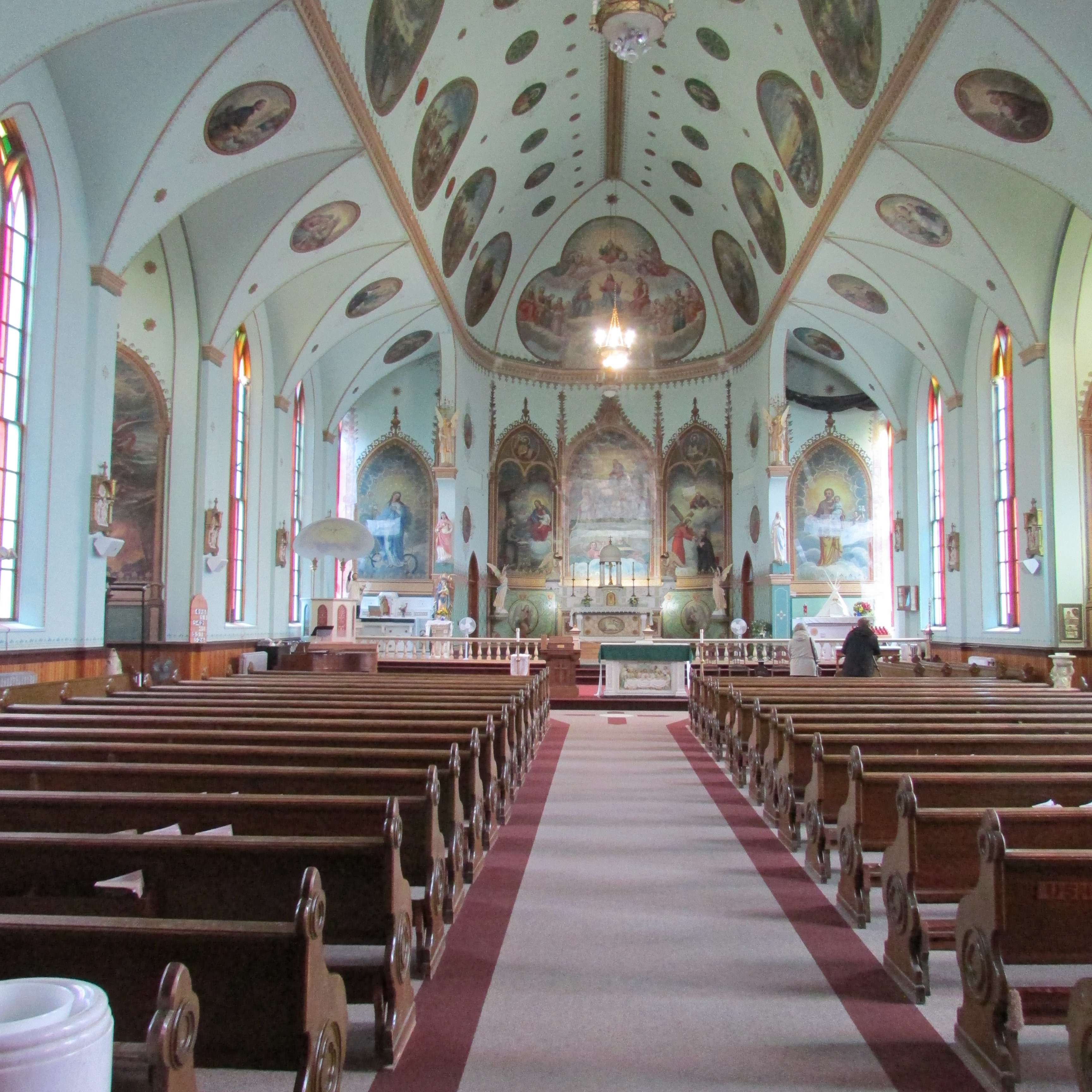
Fresken in Langhaus und Chor von St Ignatius (2017)

Die aktuelle Missionskirche steht unter dem Patrozinium des Ordensgründers der Jesuiten, Ignatius von Loyola, und wurde im neogotischen Stil aus vor Ort gefertigten Backsteinen errichtet. Sie misst 37 Meter in der Länge und 18 Meter in der Breite. Der Glockenturm hat eine Höhe von nahezu 30 Metern (100 Fuß).
Der besondere Schatz der Kirche sind die 58 Wandmalereien, mit denen sie in einem Zeitraum von 14 Monaten in den Jahren 1904–1905 ausgeschmückt wurde. Der ausführende Künstler war der Jesuitenbruder Joseph Carignano (* 1853 in Turin; † 1919 in Yakima), ein Autodidakt ohne professionelle, künstlerische Ausbildung. Er fertigte diese Malereien neben seinen üblichen Aufgaben in der Mission als Koch und als Faktotum an. Die Malereien zeigen Szenen aus dem Alten und dem Neuen Testament sowie aus Heiligenlegenden. Das Triptychon hinter dem Hochaltar zeigt die drei Visionen des hl. Ignatius von Loyola. Links des Chors befindet sich ein Bildnis Mariens als Immaculata, rechts eine Darstellung des hl. Josef, über dem Triptychon in einem Dreipass eine Darstellung der hl. Dreifaltigkeit mit Heiligen wie z. B. Johannes dem Täufer.
Joseph Carignano hatte vor seiner Zeit in St Ignatius schon Malereien für die Jesuitenkirche St. Franziskus Xaverius in Missoula angefertigt. In den Jahren 2018 bis 2022 wurden die Malereien für 1,6 Mio. $ aufwändig restauriert und gesichert. Zwei weitere bedeutende Gemälde in der Kirche sind „Christ as an Indian Chief“ und „Indian Madonna“ des Künstlerehepaars Selmer T. und Olive Wiprud aus dem Jahr 1957, die Jesus und Maria in indianischer Tracht zeigen.